# Абулафия, Анна
Анна Абулафия (Anna Sapir Abulafia; род. 8 мая 1952, Нью-Йорк, Нью-Йорк) — британский религиовед, историк христианства. Дважды доктор (1984, 2014). Эмерит-профессор Оксфорда, до того феллоу Кембриджа (1981—2015). Член Британской академии (2020).
В 1967 году вместе с семьей переехала в Нидерланды. Окончила там школу, изучала историю в Амстердамском университете. В 1974 и 1978 годах сдала соответственно кандидатский и докторский экзамены по истории. В 1984 году получила докторат по теологии (церковной истории) в Амстердамском университете. Перебравшись в Великобританию стала исследовательским феллоу кембриджского Клэр-холла (1981—1986), затем именным — в колледже Люси Кавендиш (1987—1990). В 1990—2015 годах в последнем феллоу, лектор истории, директор исторических штудий, а также тьютор (1992—2002) и вице-президент (2002—2010); ныне его эмерит-феллоу. В 2013—2015 годах аффилированный лектор и директор исторических штудий также в Ньюнэм-колледже. Феллоу Королевского исторического общества (1998). В 2015 году заняла кафедру изучения авраамических религий Faculty of Theology and Religion, University of Oxford и стала феллоу Леди-Маргарет-холла (ныне эмерит-феллоу). С сентября 2022 года в отставке. Основным направлением её исследований является взаимодействие средневекового христианства и иудаизма в широком контексте теологических и церковных событий двенадцатого и тринадцатого веков. Супруг (с 1979) — Дэвид Абулафия, также историк и дважды доктор, член Британской академии и Королевского исторического общества, сверх чего эмерит-профессор Кембриджа. Они познакомились на конференции в Италии; две дочери.
Автор Christians and Jews in the Twelfth-Century Renaissance (1995) (Рец. H. E. J. Cowdrey). Соредактор The Works of Gilbert Crispin, Abbot of Westminster.
- Christian-Jewish Relations, 1000—1300: Jews in the Service of Medieval Christendom. Harlow, UK: Longman, 2010. Pp. 280. ISBN 9780582822962 {Рец.: Jay Rubenstein, }